# Kvinnor i Papua Nya Guineas parlament
Kvinnor i Papua Nya Guinea har samma rättigheter som män enligt landets grundlag. Kvinnornas ställning är dock svagare än män och kvinnor inträffar många samhälleliga svårigheter på grund av sitt kön: två tredjedelar av kvinnor i ett förhållande har drabbats av fysisk våld i nära relationer, arv och arbetsmöjligheter som erbjuds kvinnor är oftast mindre och kvinnor blir lättare åtalat för häxeri för att bemyndiga fysisk våld. Ytterligare hör den så kallade "stor man" tänkande till den melanesiska kulturen: de ansedda män som uppskattas av sin grupp får fatta alla beslut som gäller gruppen. Därför anses kvinnor inte vara inte passande för politiken..
Sedan landets självständighet år 1975 har Papua Nya Guineas parlament haft endast sju kvinnliga ledamöter:
| Namn              | Ämbetsperiod            | Parti                  |
| ----------------- | ----------------------- | ---------------------- |
| Nahau Rooney      | 1977–1987               | partilös               |
| Waliyato Clowes   | 1977–1982               | Papuas förbund         |
| Josephine Abaijah | 1977–1982 och 1997–2000 | partilös               |
| Carol Kidu        | 2002–2012               | Nationalförbundet      |
| Delilah Gore      | 2012–2017               | THE                    |
| Loujaya Kouza     | 2012–2017               | Ursprungsfolkets parti |
| Julie Soso        | 2012–2017               | THE                    |

I dem senaste parlamentsvalet 2017 blev ingen kvinnlig kandidat invald. Två år senare började parlamentet förbereda ett lagförslag som skulle introducera kvoter för kvinnor. År 2020 stiftades det också en lag som kräver politiska partier att kvotera åtminstone 20 % av sina kandidatplatser för kvinnor.